# Kiskőrös
Kiskőrös (Slowaaks: Malý Kereš , Duits: Körösch) is een kleine stad met ruim 13.000 inwoners in het Hongaarse comitaat Bács-Kiskun, 31 km ten noordoosten van Kalocsa, 60 km ten zuidwesten van Kecskemét en 78 km ten noordoosten van Baja. 
Kiskőrös was in 1823 de geboorteplaats van de dichter-vrijheidsstrijder Sándor Petőfi. Zijn geboortehuis werd al in 1880 als museum in gebruik genomen.
Tussen 1784 en 1868 had Kiskőrös de rang van marktstad (mezőváros). In 1973 kreeg het opnieuw de titel van stad (város). 
In 2011 beschouwde 7,8 van de inwoners van Kiskőrös zich als Slowaak. Ook de dichter Petőfi was van Slowaakse afkomst.

## Partnersteden
De 25ste verjaardag van de stedenband tussen Kiskőrös en het Zuid-Hollandse Krimpen aan den IJssel werd in 2018 gevierd. Daarnaast heeft Kiskőrös stedenbanden met Liptovský Mikuláš en Nesvady (beide Slowakije), Marghita (Roemenië), Stadtlengsfeld (Duitsland), Lapua (Finland) en Zhenjiang (China).